# Шнекохід
Гвинтовий транспортний засіб (Шнекохід) — це наземний або амфібійний транспортний засіб, призначений для пересування по складній місцевості, такій як сніг, лід, бруд та болото. Такі транспортні засоби вирізняються тим, що рухаються обертанням одного або кількох шнекоподібних циліндрів, оснащених гвинтовим фланцем, який взаємодіє із середовищем, через яке або над яким рухається транспортний засіб. Американські військові називають їх гвинтовими транспортними засобами Архімеда, де їх класифікують як тип транспортних засобів малої прохідності (MTV). Сучасні транспортні засоби, які називаються Амфіролами, та інші подібні транспортні засоби мають спеціалізоване використання.
Вага транспортного засобу зазвичай несе одна або кілька пар великих фланцевих циліндрів; іноді використовується один фланцевий циліндр з додатковими стабілізуючими лижами. Кожен з цих циліндрів має гвинтовий спіральний фланець, подібний до різьби гвинта. На кожній парі циліндрів один має фланець, що обертається за годинниковою стрілкою, а інший — проти годинникової стрілки. Фланець взаємодіє з поверхнею, на якій лежить транспортний засіб. В ідеалі це має бути злегка м'який матеріал, такий як сніг, пісок або бруд, щоб фланець міг добре зачепитися. Двигун використовується для протилежного обертання циліндрів — один циліндр обертається за годинниковою стрілкою, а інший — проти годинникової стрілки. Протилежні обертання компенсуються, тому транспортний засіб рухається вперед (або назад) вздовж осі обертання.
Принцип роботи зворотний до принципу роботи шнекового конвеєра. Шнековий конвеєр використовує гвинтовий рушій для переміщення напівтвердих матеріалів горизонтально або під невеликим нахилом; у транспортному засобі з гвинтовим двигуном напівтвердий субстрат залишається нерухомим, а сама машина рухається.

## Інтернет-ресурси
- Russian ZIL screw-driven vehicle (1) на YouTube
- Russian ZIL screw-driven vehicle (2) на YouTube
- Extreme offroad from Russia  на YouTube
- Fordson Snow Machine – 1929 Concept  на YouTube
- Armsted Snow Motors Product Demo. Vimeo. 26 грудня 2008. Процитовано 24 січня 2013. The Armstead Snow Motor Company put out this product demo in 1924. Little is known about the company or the fate of the product. It is rumoured that Henry Ford bought out the patent and buried the project.
- Daniel Strohl (21 грудня 2009). Armsted Snow Motors Product Demo on. Hemmings.com. Архів оригіналу за 10 липня 2010. Процитовано 4 липня 2012. Video of the Armstead Snow Motors concept snow vehicle product demo, circa 1924.
- Jack Snell. Images of 1926 Armsted Snow Motors. CarDatabase.net. Процитовано 6 липня 2012.
- Armstead Snow Motor (Finnish) . Процитовано 23 березня 2009.[недоступне посилання з 01.06.2018]
- Flixxy.com video of the Armstead machines
- Tyco Terrain Twister. rcmania.com. October 2006. Процитовано 4 липня 2012. Mattel RC screw machine toy: Product #B5119 (Released 2004) and Product #L8901 (Released 2007)
- MudMaster. Residue Solutions Pty Ltd. Процитовано 2 квітня 2009.
- How Screw-Drive Vehicles Work. How Stuff Works. 16 березня 2011. Процитовано 14 січня 2014.